# Wladislaw Stojanow
Wladislaw Bojkow Stojanow (bulgarisch Владислав Бойков Стоянов, wiss. Transliteration Vladislav Bojkov Stojanov; * 8. Juni 1987 in Pernik) ist ein ehemaliger bulgarischer Fußballtorhüter.

## Karriere
Die Karriere von Stojanow begann im Jahr 2005 beim FK Neftochimik in Burgas. In der ersten Spielzeit kam er auf vier Einsätze und stieg mit seiner Mannschaft aus der A Grupa ab. Er wechselte zum Lokalrivalen Tschernomorez, der ebenfalls in der B Grupa spielte. In der Saison 2006/07 stieg er mit dem Klub auf. In der Spielzeit 2007/08 wurde er zur Nummer eins im Tor, verlor diesen Status im Laufe der Saison 2008/09 jedoch wieder.
Anfang 2010 verließ Stojanow Tschernomorez und wechselte zu Sheriff Tiraspol in die moldauische Divizia Națională. Mit dem Klub gewann er dreimal die moldauische Meisterschaft und einmal den Pokal. Anfang 2013 kehrte er nach Bulgarien zurück, wo ihn Ludogorez Rasgrad unter Vertrag nahm. Mit dem Klub, der die bulgarische Meisterschaft dominiert, konnte er fünfmal die Titel erringen. Er war dort die Nummer eins im Tor, bis er sich im April 2017 verletzte.

## Erfolge
- Bulgarischer Meister: 2013, 2014, 2015, 2016, 2017
- Bulgarischer Pokalsieger: 2014
- Moldauischer Meister: 2010, 2012, 2013
- Moldauischer Pokalsieger: 2010
- Fußballer des Jahres: 2014